# Gare de Meaux
Gare de Meaux vasútállomás Franciaországban, Meaux településen.

## Vasútvonalak
Az állomást az alábbi vasútvonalak érintik:
- Párizs-Strasbourg-vasútvonal

## Kapcsolódó állomások
A vasútállomáshoz az alábbi állomások vannak a legközelebb:
- Paris Gare de l’Est
- Gare de Trilport (Gare de La Ferté-Milon, Gare de Château-Thierry, ligne P)
- Gare d’Esbly (Paris Gare de l’Est, ligne P)